# وردلو
وردلو (به ایتالیایی: Verdello) یک کومونه در ایتالیا است که در استان برگامو واقع شده‌است.

## خصوصیات
وردلو ۷٫۱۵ کیلومترمربع مساحت و ۷٬۴۹۷ نفر جمعیت دارد و ۱۷۳ متر بالاتر از سطح دریا واقع شده‌است.